# モリブデン酸塩

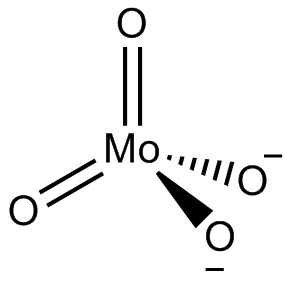
モリブデン酸イオンの構造式

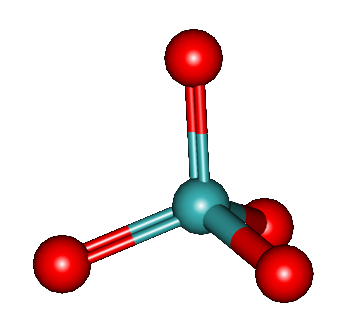
モリブデン酸イオンの三次元構造

モリブデン酸塩（モリブデンさんえん、英語: molybdate）は、モリブデン(VI)のオキソアニオンを含む化合物である。モリブデンはさまざまなオキソアニオンを作ることができる。ただし、ポリオキソアニオンは固体状態でのみ存在する。大きめのオキソアニオンはポリオキソメタレート化合物に分類され、1種類の金属原子しか含まないものは、特にイソポリメタレートに分類される。モリブデンの単量体オキソアニオンの大きさは、モリブデン酸カリウムに含まれる最も単純な {\displaystyle {\ce {MoO4{}^{2-}}}} から、Mo を154個も持つイソポリモリブデンブルーまで、実にさまざまである。また、ほかの第6族元素とは異なる振る舞いをする。クロムのオキソアニオンは {\displaystyle {\ce {CrO4{}^{2-}}}}, {\displaystyle {\ce {Cr2O7{}^{2-}}}}, {\displaystyle {\ce {Cr3O10{}^{2-}}}}, {\displaystyle {\ce {Cr4O13{}^{2-}}}} しか存在せず、これらは全て四面体構造を基にしている。タングステンはモリブデンに似ていて、配位数6のタングステンを含むさまざまなタングステン酸塩を作る。

## モリブデン酸イオンの例
モリブデンのオキソアニオンの例は以下のとおり。
- MoO42- はモリブデン酸ナトリウム Na2MoO4 やパウエル石 CaMoO4 に存在する。
- Mo2O72- はテトラブチルアンモニウム塩に、Mo2O72- のポリマーはアンモニウム塩に存在する[3]。
- Mo3O102- のポリマーはエチレンジアミン塩に存在する[4]。
- Mo4O132- のポリマーはカリウム塩に存在する[5]。
- Mo5O162- のポリマーはアニリン塩 (C6H5NH3)+ に存在する[6]。
- Mo6O192-（六モリブデン酸イオン）はテトラメチルアンモニウム塩に存在する[7]。
- Mo7O246- はモリブデン酸アンモニウム (NH4)6Mo7O24•4H2O に存在する[8]。
- Mo8O264- はトリメチルアンモニウム塩に存在する[1]。

モリブデン酸イオンを命名するときは、モリブデン原子の数を表す接頭語をつける。たとえば dimolybdate（二モリブデン酸イオン）は2つのモリブデン原子を含み、trimolybdate（三モリブデン酸イオン）は3つのモリブデン原子を含む。ときどき酸化数が接尾辞に加えられ、たとえば pentamolybdate(VI)（五モリブデン酸イオン(VI)）のようになる。七モリブデン酸イオン Mo7O246- はしばしば“パラモリブデン酸イオン”とも呼ばれる。

## モリブデン酸イオンの構造
小さめのイオン、MoO42- や Mo2O72- は配位数4のモリブデンのみを含む。MoO42- は四面体で、Mo2O72- は1つの角を共有する2つの四面体、すなわち1つの酸素原子が橋渡しをしている構造と考えられる。大き目のアニオンでは、モリブデン原子のほとんどは配位数6を取っていて、角を共有し合った MoO6 八面体からなる。八面体は歪められていて、典型的な M-O 結合距離は、末端 M-O が約170 pm、架橋 M-O-M では約190 pmである。
Mo8O264- イオンは八面体と四面体の両方を含んでいて、α型、β型の2つの異性体が存在することを利用して互いに分離できる。
以下の六モリブデン酸イオンの画像で、多面体の配位の様子、酸素原子が構造中にぎっしり詰まっている様子がわかる。酸化物イオンのイオン半径は140 pmで、モリブデン(VI)はもっと小さく、59 pmである。モリブデン酸化物とモリブデン酸イオンの構造は非常に似ていて（MoO3, MoO2、「結晶学的にずれた」構造をもつ酸化物である Mo9O26, Mo10O29）、これらの酸化物の構造は全て、ぎっしり詰まった酸素イオンを含む。
|                      |                      |
| 六モリブデン酸イオン | 七モリブデン酸イオン |

## 水溶液中での平衡
酸化モリブデン(VI) {\displaystyle {\ce {MoO3}}} がアルカリ溶液に溶解したとき、単純な {\displaystyle {\ce {MoO4{}^{2-}}}} が生じる。pH が減少するにつれ、小さなイオンよりも七モリブデン酸イオンのほうが優勢となってくる。
{\displaystyle {\ce {{MoO4{}^{2-}}+8H^{+}<=>{Mo7O24{}^{6-}}+4H2O}}}
pH がさらに減少すると、八モリブデン酸イオンが生成する。
{\displaystyle {\ce {{Mo7O24{}^{6-}}+3H^{+}<=>{Mo8O26{}^{4-}}+2H2O}}}
pH がさらに減少すると、おそらく16から18個のモリブデン原子を持ったアニオンが生成する。

## 工業用途
モリブデン酸塩は工業用水に防錆剤として使われる。当初は、クロム酸塩がその有害性により使用禁止になったとき、クロム酸塩のよい代替物となると考えられていた。しかし、モリブデン酸塩はおだやかな防錆作用しか見せない。
モリブデン酸塩（たいていはカリウム塩）はモリブデンブルー法とよばれる、溶液中のシリカの濃度を調べる比色定量分析に使われる。加えて、マラカイトグリーンとともにリン酸の分析にも使われる。

## モリブデン酸塩鉱物

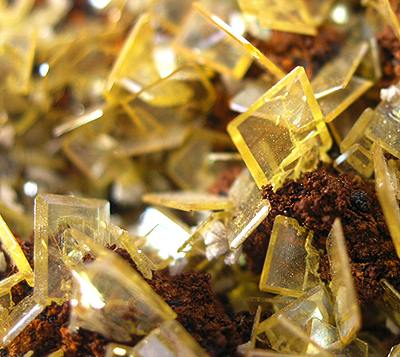
モリブデン鉛鉱

鉱物学において、モリブデン酸塩からなる鉱物をモリブデン酸塩鉱物（モリブデンさんえんこうぶつ、英: molybdate mineral）という。